# Од викенда до викенда
Од викенда до викенда је осамнаести албум српске фолк певачице Наде Топчагић, издат 2004. године за Гранд продакшн. Пратеће вокале певали су Ана Бекута и Беки Бекић. Продуцент албума је био Злаја Ђорђевић. Насловна нумера је била велики хит.

## Списак песама
| №   | Назив                               | Текст           | Музика        | Трајање |  |
| 1.  | Од викенда до викенда               | Драшко Савић    | Драшко Савић  |         |  |
| 2.  | Не да пијеш него убијаш             | Ноле Марковић   | Ноле Марковић |         |  |
| 3.  | Босно моја                          | Руждија Крупа   | Беки Бекић    |         |  |
| 4.  | Шта ћу, где ћу и куда               | Миодраг Ж. Илић | Беки Бекић    |         |  |
| 5.  | Стиже слава                         | Миодраг Ж. Илић | Беки Бекић    |         |  |
| 6.  | Ћеро моја мила                      | Драшко Савић    | Драшко Савић  |         |  |
| 7.  | У срцу мом увек имаш дом            | Драшко Савић    | Драшко Савић  |         |  |
| 8.  | Плава циганка                       | Драшко Савић    | Драшко Савић  |         |  |
| 9.  | Хоћу тебе само, моја жива рано      | Миодраг Ж. Илић | З. Милић      |         |  |
| 10. | Види, види како знамо ми да уживамо | Драшко Савић    | Драшко Савић  |         |  |
| 11. | Ову ноћ са мном подели              | Руждија Крупа   | Беки Бекић    |         |  |